# Khil Raj Regmi
Khil Raj Regmi (ur. 31 maja 1949 w Palpie) – nepalski sędzia i polityk, przewodniczący Sądu Najwyższego od 2011, premier Nepalu od 14 marca 2013 do 10 lutego 2014. 

## Życiorys
Khil Raj Regmi urodził się w 1949 w dystrykcie Palpa. W 1970 ukończył studia licencjackie z zakresu prawa na Tribhuvan University, a dwa lata później uzyskał stopień magistra na tym kierunku. 
Karierę zawodową rozpoczął w 1972 jako urzędnik w Sądzie Najwyższym Nepalu, w którym pracował przez kolejne dwa lata. W latach 1974–1985 był sędzią w sądach na terytorium całego kraju. Od 1985 do 1991 pełnił funkcję archiwisty w Sądzie Najwyższym. W latach 1991–1996 był sędzią sądów apelacyjnych, a następnie ich przewodniczącym (1996-2003). Od 2003 do 2011 zajmował stanowisko sędziego Sądu Najwyższego. W tym czasie wchodził w skład komitetów powoływanych przez tę instytucję w celu opracowania reformy bądź kodyfikacji różnych dziedzin prawa. Brał również udział w międzynarodowych konferencjach i sympozjach. 11 maja 2011 objął urząd przewodniczącego Sądu Najwyższego Nepalu. 
14 marca 2013 objął stanowisko premiera rządu tymczasowego, mającego pełnić mandat do czasu organizacji nowych wyborów parlamentarnych zaplanowanych na czerwiec 2013. Powołanie nowego gabinetu przez prezydenta Ram Baran Yadava nastąpiło w następstwie porozumienia politycznego czterech największych partii parlamentarnych (KPN(M), Kongres Nepalski, KPN(ZML), oraz United Democratic Madhesi Front) po trwającym prawie rok kryzysie politycznym, gdy w maju 2012 rozwiązane zostało Zgromadzenie Konstytucyjne, które pomimo czterokrotnego przedłużania jego mandatu nie było w stanie uchwalić nowej konstytucji kraju. 
Zgodnie z porozumieniem, Regmi jako bezpartyjny szef rządu, który zachował jednocześnie stanowisko przewodniczącego Sądu Najwyższego, miał być odpowiedzialny za organizację wyborów, mających wyłonić nowe ciało legislacyjne zdolne po opracowania konstytucji. Porozumienie wyznaczało datę wyborów na czerwiec 2013, z możliwością ich odroczenia w razie potrzeby do listopada 2013. Zakładało również aktualizację spisów wyborców oraz regulowało dalsze kwestie integracji dawnych bojówek maoistowskich do armii narodowej i kwestię obywatelstwa nepalskiego, które zagwarantowane zostało każdemu obywatelowi posiadającemu co najmniej jednego rodzica narodowości nepalskiej. 
Khil Raj Regmi jest żonaty, ma troje dzieci.